# 乾元观
乾元观，位于常州市金坛区，现在是一座道教坤道宫观。

## 简介
乾元观位于茅山北部东麓金坛市境内的青龙山（又名冈山、郁冈山、大横山）南腰，是茅山历史上的“三宫五观”之一。秦朝时，李明真人在此炼丹，古名“炼丹院”。如今留有一口“李真人炼丹井”，井水清澈。南朝梁天监年间（502年-519年），陶弘景在此创建“郁冈玄洲斋室”，梁武帝每遇大事必亲自来咨问，兴建咨问场所“宰相堂”（陶弘景人称“山中宰相”）。唐朝天宝年间（742年-755年），李玄静在此居住，唐玄宗敕建“栖真堂”及“会真亭”、“候仙亭”、“迎恩亭”、“道德亭”、“拜表亭”。北宋大中祥符年间（1008年-1016年），茅山上清派第23代宗师朱自英奉旨兴筑九层坛行法，天圣三年（1025年）敕名“集虚庵”，既而又敕名“乾元观”。
元朝，乾元观有800多间殿房，后来逐渐废毁。明朝嘉靖年间，全真龙门派第十四代传人阎希言祖师住在乾元观，起初乾元观仅有门和简陋的居舍，阎希言乃到金陵募款建成殿阁。
乾元观原有正门及西便门。进入正门是灵官殿，灵官殿两侧是东、西拜楼。进入西便门有小山门，小山门后是太元宝殿。太元宝殿后面是玉皇殿，殿东有李明真人炼丹井，旁边是陶弘景炼丹碑，殿西有祠堂、客堂、库房、西花园。最后一排殿堂从东向西是东拜殿、东岳殿、三清殿、西拜殿、住宅楼、住持室、斗姆楼、松风阁（三层宫殿式建筑），以及斋堂、道舍等建筑。此外还有青阳馆、片云居、三仙庵、迎仙庵、一了庵、甘露庵、止白庵、知常庵。
阎希言将全真道传入茅山，与茅山派融合，从而创立阎祖派。自此全真道正式传入茅山，经阎希言及弟子传播，茅山的“三宫五观”里，三宫继续传袭正一道，五观逐渐改传全真道，五观尊乾元观为全真宗祠、五观之首。
清朝顺治年间，名士笪重光（1623-1692年）在乾元观皈依道教，道号“郁冈扫叶真人”。中华民国初年，惠心白（约1866-1938年）接任乾元观住持。民国七年（1918年），康有为在乾元观松风阁隐居，把母亲和家人的骨灰安放在祠堂，守孝三年。1938年10月6日，陈毅领导的新四军第一、二支队司令部及政治部设在乾元观松风阁及宰相堂。1938年8月13日，日军入侵并烧毁乾元观，杀害监院惠心白等12名道众。
1993年4月6日，经金坛县人民政府（坛政发〔1993〕59号）文件批准，乾元观恢复重建，由全真龙门派第二十五代弟子尹信慧任乾元观住持并主持重建工作，乾元观成为江苏省唯一的坤道宫观。此后经过17年，乾元观先后建成大罗宝殿、灵官殿、西拜殿、东拜殿、玉皇殿、慈航殿、三茅祖师殿、斋堂、钟鼓楼、道众生活区等殿房约200间，还有牌楼、御道、台阶、停车场及其他附属工程，总占地面积300多亩，共花费约3000万元人民币。